# Remeți
Remeți (in ungherese Pálosremete, in ucraino Ремета?) è un comune della Romania di 3 116 abitanti, ubicato nel distretto di Maramureș, nella regione storica della Transilvania. 
Il comune è formato dall'unione di 3 villaggi: Piatra, Remeți, Teceu Mic.